# 斯塔羅索爾達特西克
47°23′25″N 32°33′8″E / 47.39028°N 32.55222°E
斯塔羅索爾達特西克（烏克蘭語：Старосолдатське），是烏克蘭的村落，位於該國南部尼古拉耶夫州，由巴什坦卡區負責管轄，始建於1889年，面積0.68平方公里，海拔高度81米，2001年人口117，人口密度每平方公里172.1人。